# کارل تانبرگ
کارل تانبرگ (انگلیسی: Karl Tunberg؛ زاده ۱۱ مارس ۱۹۰۷ درگذشته ۳ آوریل ۱۹۹۲) یک فیلم‌نامه‌نویس اهل ایالات متحده آمریکا بود.
- بن هور